# 무함마드코디르 압둘라예프
무함마드코디르 마마트쿨로비치 압둘라예프(우즈베크어: Muhammadqodir Mamatqulovich Abdullayev, 러시아어: Мухаммадкадыр Маматкулович Абдуллаев 무함맛카디르 마맛쿨로비치 아브둘라예프[*], 1973년 11월 15일~)는 우즈베키스탄의 전직 권투 선수이다.
무함마드 압둘라예프(Muhammad Abdullaev)로도 불렸으며 2000년 하계 올림픽에서 라이트웰터급 금메달을 획득하면서 소련 해체 이후 우즈베키스탄 최초의 올림픽 금메달리스트가 되었다. 이후 2001년부터 2011년까지 프로 선수로 활동했다.